# Erich Grisar
Erich Grisar (* 11. September 1898 in Dortmund; † 30. November 1955 ebenda) war ein deutscher Arbeiterdichter, Journalist und Fotograf.
Erich Grisars literarisches Werk zeigt das Ruhrgebiet der 1920er- und 1930er-Jahre, aber auch der unmittelbaren Nachkriegszeit in all seinen Facetten. Als Schriftsteller und Journalist beschäftigte er sich mit dem Arbeiterleben und hob die anekdotischen Aspekte des Alltags hervor. Erst 60 Jahre nach seinem Tod rückte auch Grisars fotografisches Werk in den Blickpunkt des Interesses. Seine Fotografien zeigen Milieustudien, die auf Reisen im In- und Ausland entstanden, sowie bislang unbekannte Ansichten des Ruhrgebiets.

## Biografie

### Ausbildung und Beruf
Grisar wurde in der Dortmunder Nordstadt geboren und wuchs in einem sozialdemokratisch geprägten und literarisch interessierten Arbeiterhaushalt auf. Nach dem Besuch der Volksschule und dem Abschluss seiner Lehrzeit arbeitete er in Dortmund als technischer Vorzeichner in einer Kessel- und Brückenbaufabrik. 1916 als Soldat eingezogen, wurde er während des Ersten Weltkriegs nach Kämpfen an der West- und Ostfront schwer verwundet.  Durch die traumatischen Kriegsereignisse wurde Grisar zum entschiedenen Pazifisten.

### Frühe Publikationen
1919 kehrte Grisar aus dem Lazarett in Sulzbach/Oberpfalz zurück nach Dortmund und fand eine Anstellung als Vorzeichner in einem Dortmunder Hüttenwerk. In der Zwischenzeit hatte er mit einem Verlag Kontakt aufgenommen, in dem seine teilweise schon im Krieg verfassten Gedichte 1920 unter dem Titel Morgenrot erschienen. In den Jahren 1922 bis 1924 arbeitete er in verschiedenen Maschinenfabriken und Hüttenwerken in Leipzig sowie im hessischen Butzbach. Hier entstanden weitere Gedichtbände, die innerhalb kürzester Zeit bei verschiedenen Verlagen publiziert wurden. Titel wie Das Herz der Erde hämmert (1923) signalisieren, dass Grisar in seinen frühen Publikationen als Arbeiterdichter ebenso vom literarischen Expressionismus wie vom Sozialismus als Ausdruck proletarischen Selbstbewusstseins beeinflusst war.

### Der Arbeiterdichter
Nach der Rückkehr nach Dortmund 1924 heiratete Grisar und gründete eine Familie. Er arbeitete als Journalist und freier Schriftsteller; von seinen Einkünften konnten er und die Familie gut leben.  Seine Sprechchöre mit Titeln wie Opferung (1926) oder Tag des Lichts (1926) fanden bei der Arbeiterjugendbewegung auf ihren politischen Massenveranstaltungen großen Anklang.  Mit seinen Reportagen und Artikeln war Grisar sowohl in lokalen als auch überregionalen Zeitungen und Zeitschriften regelmäßig vertreten. Zugleich war er im Dortmunder Kulturleben aktiv, vor allem im proletarisch-revolutionären Milieu, trug selbst Texte vor, u. a. im Kabarett Gruppe Henkelmann, das der kommunistische Arbeiterdichter Paul Polte nach dem Vorbild sowjetischer Agitpropgruppen gegründet hatte.  1927 erschien nach einem halben Dutzend Gedichtbänden und einigen Prosaskizzen in der Dortmunder Lokalpresse sein Romandebüt Heinrich Volkmann, das in der Originalfassung den programmatischen Untertitel „Roman eines Arbeiters“ trägt.

### Der Fotograf und Bildreporter
Für den Broterwerb war die journalistische Arbeit zentral; ab 1928 lässt sich zudem Grisars Tätigkeit als Bildreporter nachweisen: Doppelseitige Bildreportagen finden sich beispielsweise in der Volksblatt-Illustrierten, einer Beilage des Sächsischen Volksblattes. Auch in dem 1931 auf Initiative von Erich Knauf bei der Büchergilde Gutenberg erschienenen Bildtextband Kohlenpott von Georg Schwarz (1896–1943), der ebenfalls aus Dortmund stammte und proletarisch engagiert die Lebensverhältnisse im Ruhrgebiet zur Zeit des ersten Zechensterbens während der Weltwirtschaftskrise schildert, ist Grisar mit Fotografien und Gedichten vertreten. Grisar fertigte vermutlich weniger Auftragsarbeiten, sondern bot seine Fotoserien mit dazugehörigen Texten den lokalen und überregionalen Redaktionen an. Bevorzugte Fotomotive fand Grisar auf der Straße: Er interessierte sich für die Menschen bei ihren gewohnten Verrichtungen und fotografierte Hausierer, Handwerker und Kriegsversehrte ebenso wie Situationen auf Baustellen und auf dem Wochenmarkt. Künstlerisch bemerkenswert sind insbesondere seine Aufnahmen von Kindern; Grisars Fotografien ermöglichen einen authentischen Blick auf das Ruhrgebiet.
Anders als Heinrich Hauser und Albert Renger-Patzsch, die als Fotografen des Ruhrgebiets bekannt wurden, jedoch beide aus anderen Regionen Deutschlands stammten und einen bürgerlichen Hintergrund hatten, kannte Grisar die Härten und Eigenheiten des Lebens im Ruhrgebiet aus eigener Erfahrung. Er fotografierte gezielt Themen aus dem Arbeitermilieu, denen er sich auch schriftstellerisch widmete: das Leben in der Stadt, der Alltag in den Siedlungen, die harte körperliche Arbeit und die technischen Fertigkeiten unterschiedlicher Berufsgruppen. Seine Fotografien zeigen eine Innensicht des Reviers und sind mit einem humanistisch-empathischen Blick ins Bild gesetzt.  Aber Grisars Tätigkeit als Fotojournalist beschränkte sich nicht auf das Ruhrgebiet. Verschiedene Pressebeiträge dokumentieren eine umfangreiche Reisetätigkeit.

### Der Reise- und Romanschriftsteller
1932 erschien der Reisereportageband Mit Kamera und Schreibmaschine durch Europa mit 101 Fotografien, herausgegeben vom Bücherkreis, einer sozialdemokratischen Buchgemeinschaft in Berlin. Umschlagsentwurf und Layout sowie die Anordnung der Fotografien übernahm Jan Tschichold, Vertreter der Neuen Typographie des Bauhauses und einer der bekanntesten Buchgestalter des 20. Jahrhunderts.  In 27 Kapiteln berichtet Grisar im nüchtern-sachlichen Beobachtungsstil von Erlebnissen auf seinen Reisen in verschiedene europäische Länder. Abseits der üblichen Touristenrouten erkundete er in Amsterdam, Brüssel, London, Warschau, Venedig, Marseille (u. v. a.) auch die Hintergassen, die Arbeiterviertel und Industrieregionen und besuchte in Belgien die ehemaligen Schlachtfelder des Ersten Weltkriegs.  Die Nationalsozialisten setzten das Buch 1938 auf die Liste des schädlichen und unerwünschten Schrifttums.
Parallel zur Foto-Text-Reportage Mit Kamera und Schreibmaschine durch Europa schrieb Grisar den Roman Ruhrstadt (1931). Dieses „Porträt einer Stadt“, so der Untertitel, ist in seiner Kombination von dokumentarischem Realismus, erzählerischer Leichtigkeit und kritischer Zeitgenossenschaft nicht nur Dortmund-Porträt, sondern auch ein Roman des Ruhrgebiets. 2016 postum aus dem Nachlass publiziert,  entwirft der Roman ein zeithistorisches Panorama zur Zeit der Weltwirtschafts- und Finanzkrise und erzählt von den Auswirkungen auf die Arbeiterschaft. Doch auch Fragen der Stadtgestaltung und nicht zuletzt die Positionierung gegenüber Avancen der zunehmend bei Bürgern und Industriellen an Zuspruch gewinnenden NSDAP sind von Relevanz.

### Nationalsozialismus
Ab 1933 wurde dem Journalisten Grisar die Arbeit zunehmend erschwert; die sozialdemokratischen Blätter waren im Rahmen der Gleichschaltung verboten oder neu ausgerichtet worden und in anderen Zeitungen wurde seine bisherige politische Einstellung zum Problem. Um weiterhin veröffentlichen zu können, wurde Grisar Mitglied des Reichsverbands Deutscher Schriftsteller sowie der Reichsschrifttumskammer.  Zwar wurde er nicht zum glühenden Verfechter des Nationalsozialismus, doch seine Gedichte, Glossen und Artikel, die noch bis Anfang der 1940er-Jahre erscheinen konnten, zeigen einen Autor, dem vor allem an Publikationen gelegen war. Der Arbeiterdichter Grisar verstand es, seine Themen nationalistisch umzudeuten, ohne dabei jedoch rassistische oder antisemitische Parolen zu bedienen.  1937 erschien der Werkroman Siebzehn Brückenbauer – ein Paar Schuh, 1943 die Erzählsammlung Monteur Klinkhammer und andere Brückenbauergeschichten. Parallel begann Grisar mit der Arbeit an seinem Roman Cäsar 9, der von Bombenkrieg und Wohnungsnot, aber auch von Zwangsarbeitern, Kriegsheimkehrern und Massenermordungen in Dortmund zwischen 1943 und 1946 erzählt. Für den Roman fand Grisar allerdings keinen Verleger; er wurde erst 2015 veröffentlicht.

### Nachkriegszeit
Bereits 1946 war Grisar Herausgeber einer „Anthologie deutscher Emigrantenlyrik“ unter dem Titel Denk ich an Deutschland in der Nacht. Nicht zuletzt die Reputation des sozialdemokratischen Schriftstellers sollte damit unter Beweis gestellt werden. Durch die Vermittlung Fritz Hüsers arbeitete Grisar bereits seit Ende 1945 als Auskunftsbibliothekar in der Dortmunder Städtischen Volksbücherei; dort war er mit verschiedenen Sonderaufgaben wie dem Aufbau der umfangreichen Zeitungsausschnittsammlung betraut.  Dies erlaubte ihm finanziell auch die Fortsetzung seiner schriftstellerischen Arbeit: Neben den autobiografischen Erinnerungen Kindheit im Kohlenpott (1946) erschien 1953 die sehr erfolgreiche Anekdotensammlung Der lachende Reinoldus. Hier wie auch in seinen Zeitungs- und Zeitschriftenbeiträgen etablierte sich Grisar als kundiger Heimatforscher und versierter Plauderer.
Am 30. November 1955 starb Grisar mit 57 Jahren. Auf Beschluss des Haupt- und Finanzausschusses der Stadt Dortmund erinnert seit 1958 eine Straßenbenennung im Dortmunder Stadtbezirk Innenstadt-Nord an ihn. Grisars Grab befindet sich auf dem Südwestfriedhof Dortmund.

## Der Nachlass

### Schriftstellerischer Nachlass
Heute befindet sich der Nachlass des Schriftstellers im Archiv des Fritz-Hüser-Instituts in Dortmund. Er ist inzwischen erschlossen; ein Findbuch liegt vor und ist online abrufbar. 1972 hatte Fritz Hüser sich erfolgreich darum bemüht, dass der Nachlass von der Stadt- und Landesbibliothek Dortmund aufgekauft wurde. Neben Romanmanuskripten, Entwürfen, Gedichten, Briefwechseln und Verlagskorrespondenzen enthält der Nachlass auch zahlreiche Notizhefte, frühe Tagebücher, Sprechchöre, Erzählungen sowie nahezu vollständig Grisars journalistische Arbeiten.

### Fotografischer Nachlass
Der Fotonachlass befindet sich im Stadtarchiv Dortmund und wurde 2011 digitalisiert; er umfasst etwa 4350 Aufnahmen, davon sind 4250 Bilder nur als großformatige Negative erhalten. Die Fotografien, zum Teil auf Film, zum Teil auf Glasplatten, waren von Grisar eigenhändig durchnummeriert. Dabei gibt es einige große Überlieferungslücken, was auf eine weitaus größere Sammlung von ursprünglich mindestens 7700 Fotos hinweist.
Nach der Digitalisierung konnte eine Identifizierung der Bildmotive vorgenommen werden; etwa 80 Prozent der Fotos wurden eindeutig lokalisiert. Rund ein Drittel der erhaltenen Fotografien zeigt Motive aus Dortmund, wo Grisar den größten Teil seines Lebens verbrachte. Ein Drittel der Bilder entstand bei Aufenthalten in verschiedenen Regionen Deutschlands, wo Grisar zum Beispiel Ölbohrungen in Norddeutschland, den Wildpferdefang im Meerfelder Bruch, Schlösser im Münsterland oder auch den Bau der Köln-Mülheimer Brücke mit der Kamera festhielt. Das letzte Drittel entstand auf Reisen ins europäische Ausland.
Aufgrund historischer Ereignisse sowie Veröffentlichungen von Fotos in diversen Zeitungen lässt sich die Entstehung der Fotografien etwa auf die Zeit von 1928 bis 1933 datieren.

## Ausstellungen
- 2017: Erich Grisar. Ruhrgebietsfotografien 1928–1993. Ruhr-Museum, Essen; danach 2022 im Industriemuseum Zeche Zollern, Dortmund. Katalog.

## Publikationen
- Morgenrot. Gedichte. Seidel’sche Verlagsbuchhandlung, Sulzbach 1920.
- Morgenruf. Gedichte. Nuschke, Leipzig 1923.
- Das Herz der Erde hämmert. Skizzen und Gedichte. Verlag für proletarische Freidenker, Leipzig 1923.
- Gesänge des Lebens. Gedichte. Thüringer Verlagsanstalt, Jena 1924.
- Das atmende All. Gedichte. Roter Türmer-Verlag, Leipzig 1925. Mit Illustrationen von Georg Kretzschmar.
- Schreie in der Nacht. Ein Buch der Besinnung. Verlag für proletarische Freidenker, Leipzig 1925.
- Bruder, die Sirenen schrein. Gedichte für meine Klasse. Arche, Hirsau 1931.
- Mit Kamera und Schreibmaschine durch Europa. Bilder und Berichte. Der Bücherkreis, Berlin 1932.
- Siebzehn Brückenbauer, ein paar Schuh. Ein Werkroman. Köhler, Hamburg 1937.
- Monteur Klinkhammer und andere Brückenbauergeschichten. Gauverlag, Bayreuth 1943.
- Kindheit im Kohlenpott. Volk und Zeit, Karlsruhe 1946.
- Die Holtmeiers. Roman. Köhler, Hamburg 1946.
- Zwischen den Zeiten. Ausgewählte Gedichte. Köhler, Hamburg 1946.
- Die Tat des Hilko Boßmann. Erzählung. Bollwerk, Offenbach 1947.
- Die Hochzeit in der Kesselschmiede. Roman. Felsenburg, Marburg 1949.
- Der lachende Reinoldus. Alte und neue Anekdoten aus einer alten Hanse- und jungen Industriestadt. Wulff, Dortmund 1953.
- Erich Grisar Lesebuch. Zusammengestellt und mit einem Nachwort von Walter Gödden. Aisthesis, Bielefeld 2012.
- Ausgewählte Werke. Hrsg. von Fiona Dummann, Walter Gödden, Kerstin Mertenskötter. Aisthesis, Bielefeld 2014.
- Cäsar 9. Roman. Hrsg. von Arnold Maxwill. Aisthesis, Bielefeld 2015.
- Kindheit im Kohlenpott. Neu hrsg. von Walter Gödden. Aisthesis, Bielefeld 2016.
- Mit Kamera und Schreibmaschine durch Europa. Bilder und Berichte von Erich Grisar. Hrsg. von Andrea Zupancic. Klartext, Essen 2016.
- Ruhrstadt. Porträt einer Stadt. Roman. Hrsg. von Arnold Maxwill. Aisthesis, Bielefeld 2016.

## Belege
1. ↑  Hanneliese Palm: Feldgrau und Morgenrot. Aus den Tagebüchern Erich Grisars 1916–1919, in: Heimat Dortmund 1/2014, S. 54–59, hier S. 54f.
2. ↑  Walter Gödden: Der Schriftsteller Erich Grisar, in: Erich Grisar. Ruhrgebietsfotografien 1928–1933. Essen 2016, S. 194–201, hier S. 196.
3. ↑  Andrea Zupancic: Der Fotograf Erich Grisar, in: Erich Grisar. Ruhrgebietsfotografien 1928–1933. Essen 2016, S. 117–127, hier S. 118.
4. ↑  Hanneliese Palm: Der Nachlass Erich Grisar im Fritz-Hüser-Institut, in: Erich Grisar. Ruhrgebietsfotografien 1928–1933. Essen 2016, S. 202–212, hier S. 202.
5. ↑  Walter Gödden: Der Schriftsteller Erich Grisar, in: Erich Grisar. Ruhrgebietsfotografien 1928–1933. Essen 2016, S. 194–201, hier S. 196f.
6. ↑  Georg Schwarz: Kohlenpott. Ein Buch von der Ruhr. Büchergilde Gutenberg, Berlin 1931. (Neuauflage 1961; Nachdruck unter dem Titel Kohlenpott 1931 in der Reihe Ruhrland-Dokumente beim Klartext-Verlag, Essen 1986, ISBN 3-88474-316-3; Onlineausgabe beim Projekt Gutenberg-DE); Erich Grisar wird in Kapitel 20 („Das Ruhrproletariat dichtet“) vorgestellt.
7. 1 2  Stefanie Grebe: Erich Grisars Ruhrgebietsfotografien 1928–1933. Dokumentarfotografien und Sozialreportagen eines Schriftstellers. In: Erich Grisar. Ruhrgebietsfotografien 1928–1933. Essen 2016, S. 67–83, hier S. 68.
8. ↑  Andrea Zupancic: Der Fotograf Erich Grisar. In: Erich Grisar. Ruhrgebietsfotografien 1928–1933. Essen 2016, S. 117–127, hier S. 119.
9. ↑  Andrea Zupancic: Der Fotograf Erich Grisar. In: Erich Grisar. Ruhrgebietsfotografien 1928–1933. Essen 2016, S. 117–127, hier S. 124.
10. ↑  Mit Kamera und Schreibmaschine durch Europa. Bilder und Berichte von Erich Grisar. Hrsg. von Andrea Zupancic. Klartext, Essen 2016.
11. ↑  http://www.berlin.de/rubrik/hauptstadt/verbannte_buecher/az-autor.php?buchstabe=G
12. ↑  Arnold Maxwill: Straße, Siedlung, Hüttenwerk. Grisars „Ruhrstadt“ ist ein Porträt Dortmunds, aber auch eine Chronik der Krise – und nicht zuletzt ein Roman der Arbeiterschaft. In: Erich Grisar: Ruhrstadt. Porträt einer Stadt. Roman. Hrsg. von Arnold Maxwill. Bielefeld 2016, S. 267–297.
13. ↑  Erich Grisar: Ruhrstadt. Porträt einer Stadt. Hrsg. von Arnold Maxwill. Bielefeld 2016.
14. ↑  Erhard Schütz/Andrea Zupancic: „Heute ziehe ich als Bildreporter durch die Welt.“ – Nachwort, in: Mit Kamera und Schreibmaschine durch Europa. Bilder und Berichte von Erich Grisar. Hrsg. von Andrea Zupancic. Essen 2016, S. 165–207, hier S. 197.
15. ↑  Arnold Maxwill: „Und das jetzt, ist das denn auch noch ein Leben? Ein Dreck ist es.“ Erich Grisars Blick auf Bombenkrieg und Nachkriegszeit, in: Erich Grisar: Cäsar 9. Roman. Hrsg. von Arnold Maxwill. Bielefeld 2015, S. 331–359, hier S. 334.
16. ↑  Erich Grisar: Cäsar 9. Roman. Hrsg. von Arnold Maxwill. Bielefeld 2015.
17. ↑  Walter Gödden: Der Schriftsteller Erich Grisar, in: Erich Grisar. Ruhrgebietsfotografien 1928–1933. Essen 2016, S. 194–201, hier S. 199.
18. ↑  Findbuch
19. ↑  Archivierte Kopie (Memento des Originals vom 9. März 2016 im Internet Archive)  Info: Der Archivlink wurde automatisch eingesetzt und noch nicht geprüft. Bitte prüfe Original- und Archivlink gemäß Anleitung und entferne dann diesen Hinweis.
20. ↑  Findbuch zum schriftstellerischen Nachlass im Fritz-Hüser-Institut
21. ↑  Hanneliese Palm: Der Nachlass Erich Grisar im Fritz-Hüser-Institut. In: Erich Grisar. Ruhrgebietsfotografien 1928–1933. Essen 2016, S. 202–212, hier S. 205–208.
22. ↑  Andrea Zupancic: Der fotografische Nachlass im Stadtarchiv Dortmund, in: Erich Grisar. Ruhrgebietsfotografien 1928–1933. Essen 2016, S. 128–129.
23. ↑  Editorische Notiz, in: Heinrich Theodor Grütter, u. a. (Hrsg.): Erich Grisar. Ruhrgebietsfotografien 1928–1933. Essen 2016, S. 214.

| Personendaten    | Personendaten             |
| ---------------- | ------------------------- |
| NAME             | Grisar, Erich             |
| KURZBESCHREIBUNG | deutscher Arbeiterdichter |
| GEBURTSDATUM     | 11. September 1898        |
| GEBURTSORT       | Dortmund                  |
| STERBEDATUM      | 30. November 1955         |
| STERBEORT        | Dortmund                  |